# Dario Campeotto
Dario Campeotto (Frederiksberg, 1 februari 1939 – aldaar, 1 april 2023) was een Deense zanger, geboren uit Italiaanse ouders.
In 1961 won hij de Dansk Melodi Grand Prix met het lied Angelique. In de finale moest hij het opnemen tegen alle vorige Deense deelnemers maar toch ging de zege naar hem. Op het Eurovisiesongfestival werd hij knap 5de.
In 1962, 1963, 1964 en 1966 nam hij nog eens deel aan de preselectie, maar hij won niet nog eens. Na dat jaar nam Denemarken voor elf jaar afscheid van het songfestival en kon hij geen lied meer insturen. Toen Denemarken in 1987 wel weer van de partij was stuurde hij opnieuw een lied in, Stjerner på himlen, maar hij won niet. Drie jaar later presenteerde hij de wedstrijd.
De acteur Giacomo Campeotto (geb. 1964) is de zoon van Dario Campeotto en de actrice Ghita Nørby, die van 1963 tot 1969 een echtpaar waren.
Campeotto overleed op 1 april 2023, hij werd 84 jaar oud.
1957: Birthe Wilke & Gustav Winckler · 
1958: Raquel Rastenni · 
1959: Birthe Wilke · 
1960: Katy Bødtger · 
1961: Dario Campeotto · 
1962: Ellen Winther · 
1963: Grethe & Jørgen Ingmann · 
1964: Bjørn Tidmand · 
1965: Birgit Brüel · 
1966: Ulla Pia · 
1978: Mabel · 
1979: Tommy Seebach · 
1980: Bamses Venner · 
1981: Tommy Seebach & Debbie Cameron · 
1982: Brixx · 
1983: Gry Johansen · 
1984: Hot Eyes · 
1985: Hot Eyes · 
1986: Trax · 
1987: Anne Cathrine Herdorf & Bandjo · 
1988: Hot Eyes · 
1989: Birthe Kjær · 
1990: Lonnie Devantier · 
1991: Anders Frandsen · 
1992: Lotte Nilsson & Kenny Lübcke · 
1993: Tommy Seebach Band · 
1995: Aud Wilken · 
1997: Kølig Kaj · 
1999: Michael Teschl & Trine Jepsen · 
2000: Olsen Brothers · 
2001: Rollo & King · 
2002: Malene · 
2004: Tomas Thordarson · 
2005: Jakob Sveistrup · 
2006: Sidsel Ben Semmane · 
2007: DQ · 
2008: Simon Mathew · 
2009: Niels Brinck · 
2010: Chanée & N'evergreen · 
2011: A Friend in London · 
2012: Soluna Samay · 
2013: Emmelie de Forest · 
2014: Basim · 
2015: Anti Social Media · 
2016: Lighthouse X · 
2017: Anja Nissen · 
2018: Rasmussen · 
2019: Leonora · 
2021: Fyr & Flamme · 
2022: REDDI · 
2023: Reiley · 
2024: Saba · 
2025: Sissal
- Gemeinsame Normdatei: 1014948258
- International Standard Name Identifier: 0000 0001 2976 3720
- Library of Congress Control Number: no2023037715
- MusicBrainz: ce090a15-86b6-41cb-8be9-9dc5af98e4ba
- Virtual International Authority File: 179301200